# کورین بیلی ری
کورین بیلی ری (انگلیسی: Corinne Bailey Rae؛ زادهٔ ۲۶ فوریهٔ ۱۹۷۹) یک موسیقی‌دان اهل بریتانیا است. وی از سال ۲۰۰۵ میلادی تاکنون مشغول فعالیت بوده‌است.